# اس‌اس ویمرا

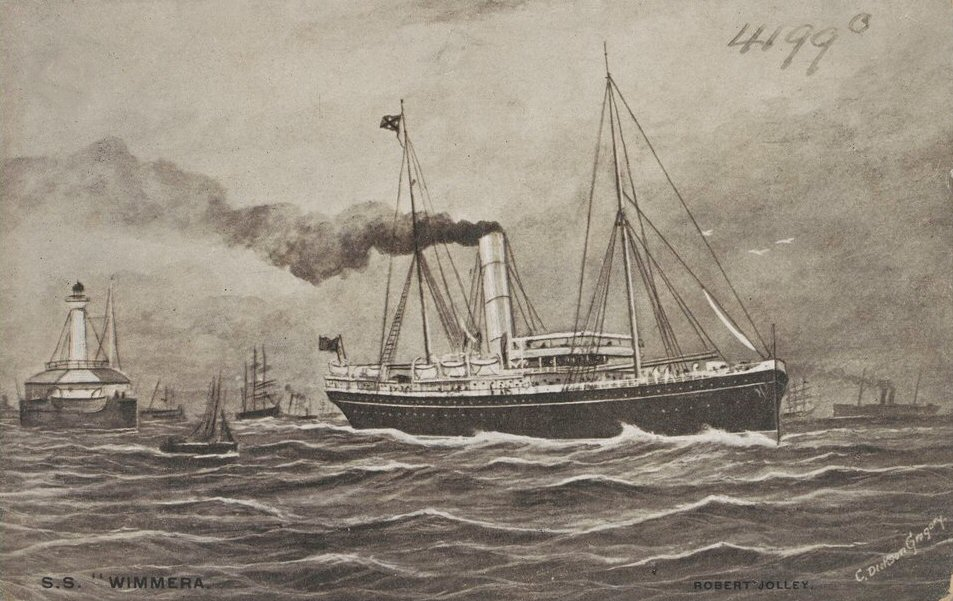
تصویر نقاشی شده از کشتی

اس‌اس ویمرا (به انگلیسی: SS Wimmera) یک کشتی بود. این کشتی در سال ۱۹۰۴ ساخته شد.